# Districtul Main-Kinzig-Kreis
Main-Kinzig-Kreis (în germană: Main-Kinzig-Kreis) este un district rural  (în germană: Landkreis) din landul Hessa, Germania. Numele compus, Main-Kinzig-Kreis,  provine de la râurile Main și Kinzig.